# Jean-Luc Romero-Michel
Pour les articles homonymes, voir Romero.
Jean-Luc Romero-Michel, né Romero le 30 juin 1959 à Béthune (Pas-de-Calais), est un homme politique et militant associatif français.
Il a de nombreuses responsabilités dans la lutte contre le sida (Élus locaux contre le sida, ambassadeur d'une « Île-de-France sans sida », Crips Île-de-France, membre du Conseil national du sida, ex-membre du COREVIH de Paris-Centre, membre du conseil d'administration de Sida Info Service) et dans le combat pour la légalisation de l'euthanasie où il a des responsabilités nationales (président de l’Association pour le droit de mourir dans la dignité) et internationales (World Federation of right to die societies).
Passé de la droite (RPR, puis UMP) à la gauche, il siège au groupe RCDEC (Radical, Citoyen, Démocrate, Écologiste et Centriste) du conseil régional d'Île-de-France ainsi qu'au groupe socialiste du conseil du 12e arrondissement de Paris. En 2020, Il est élu adjoint à la maire de Paris, Anne Hidalgo, chargé des droits humains, de l´intégration et lutte contre les discriminations. Il siège au groupe Paris en commun au Conseil de Paris.
Devenu en 2000 le premier homme politique français victime d'un outing, il est également le premier à avoir révélé sa séropositivité au VIH, en mai 2002.

## Biographie
Jean-Luc Romero est né à Béthune le 30 juin 1959 d'un père espagnol et d'une mère d'origine espagnole, naturalisée française.

### Formation et carrière professionnelle
Il est animateur du magazine « Fréquence Midi » puis directeur des relations extérieures bénévole de Fréquence Gaie, radio associative LGBT de 1982 à 1983.
En 1983, il obtient un Diplôme d'études approfondies (DES) de droit public à l'université Panthéon-Assas puis un DEA de sciences politiques en 1984.
Il est assistant parlementaire de Pierre-Rémy Houssin (de 1986 à 1997), Jean-Marie Demange (1997) et Guy Drut (de 1997 à 2000), et préside de 1988 à 1998 l'Association française des collaborateurs parlementaires (AFCP).
Depuis 2001, il est directeur des solidarités à la mairie de Vigneux-sur-Seine (Essonne).

### Carrière politique

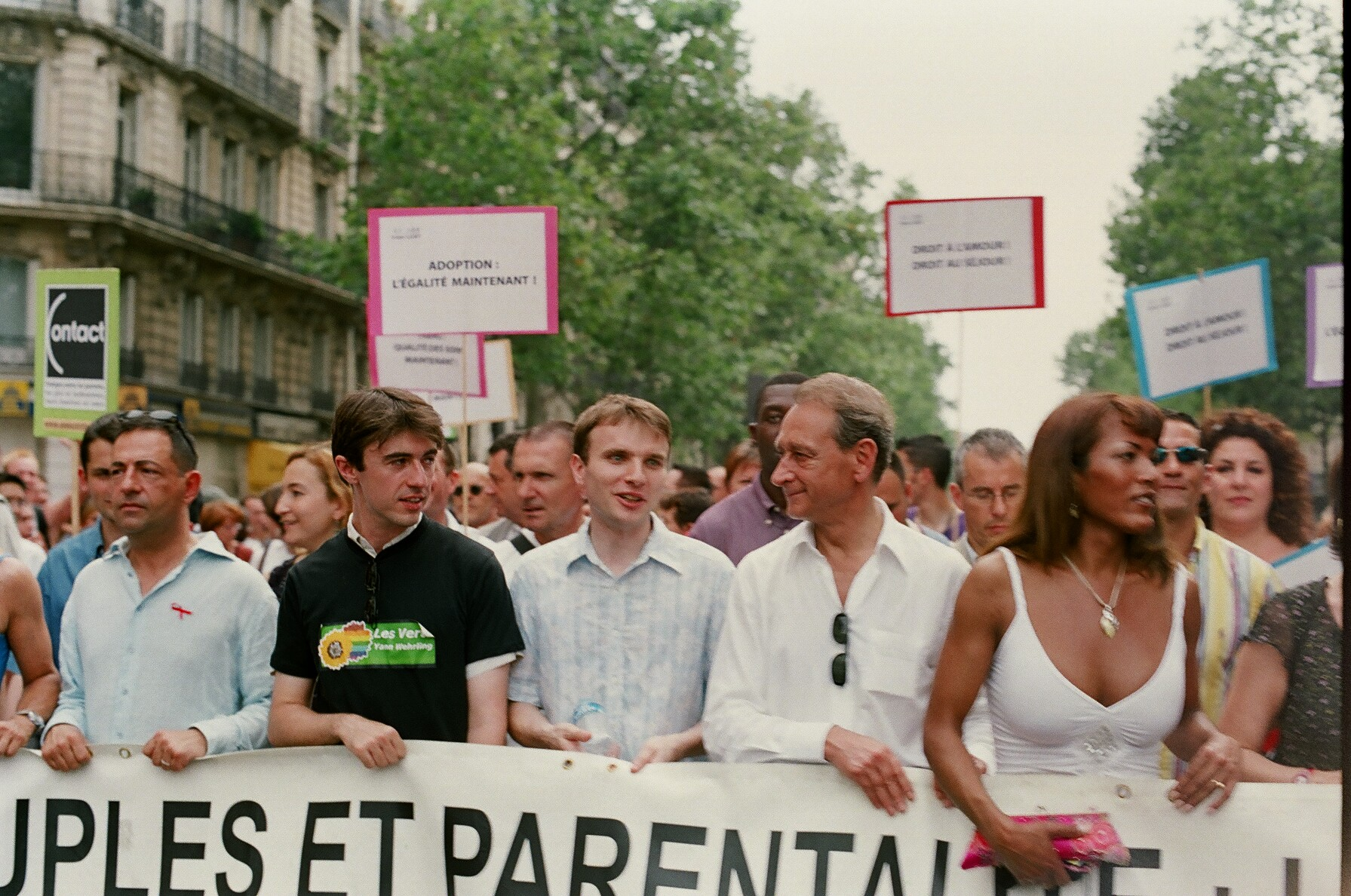
Jean-Luc Romero (1er à gauche) à la Marche des fiertés de Paris, le 25 juin 2005.

Il est élu Conseiller régional d'Île-de-France en 1998 sous les couleurs du Rassemblement pour la République (RPR), dont il intègre le comité politique. En 2000, un journal gay révèle son homosexualité dans le cadre d'un article consacré aux élections municipales. Jean-Luc Romero devient alors le premier homme politique français à être victime d'un outing ; il envisageait de révéler lui-même son orientation en temps voulu, notamment pour en parler à sa mère avec qui il n'avait jamais abordé le sujet. Il porte plainte et obtient la condamnation du journal à 3 000 euros de dommages et intérêts. En 2001, il publie un livre consacré à l'affaire, intitulé On m'a volé ma vérité. L'année suivante, il publie le livre Virus de vie dans lequel il révèle sa séropositivité ; il est, là aussi, le premier homme politique français dans ce cas.
Candidat aux primaires de l'Union pour un mouvement populaire (UMP) en vue des élections municipales de 2008 à Paris, il se désiste à cause d'un nombre de parrainages d'élus insuffisant. Après la nomination de Jean de Gaulle à la Cour des comptes, il demande le soutien de l'UMP pour sa candidature à l'élection législative de 2007 dans la huitième circonscription de Paris. En janvier 2007, son mouvement Aujourd'hui, autrement l'investit pour l'élection législative dans cette circonscription) ; il renonce à demander le soutien de l'UMP. Il y réalise un score de 2 %, insuffisant pour accéder au second tour. Il appelle par ailleurs à voter pour François Bayrou à l'élection présidentielle. Lors des élections municipales, il appelle à voter pour la liste MoDem conduite par Corinne Lepage dans le 12e arrondissement de Paris, puis à soutenir le maire PS sortant Bertrand Delanoë au second tour.
Il annonce son ralliement à une liste du Parti socialiste le 4 décembre 2009 et est réélu conseiller régional d'Île-de-France sur la liste parisienne conduite par Anne Hidalgo dans le cadre de la campagne de Jean-Paul Huchon.
Le 4 juin 2013, Anne Hidalgo intègre Jean-Luc Romero dans son équipe de campagne en vue des élections municipales de 2014, au sein de la cellule riposte, aux côtés des députés David Assouline, Sandrine Mazetier, Marie-Noëlle Lienemann et Seybah Dagoma puis le 21 novembre 2013, il annonce être candidat dans le 12e arrondissement de Paris. En décembre 2014, il participe à l'émission télévisée Politiques Undercover, diffusée sur D8. En novembre 2015, il intègre officiellement les listes de Claude Bartolone et son équipe de campagne pour les élections régionales de 2015 en Île-de-France. Malgré la défaite de la gauche dans cette région, Jean-Luc Romero est réélu conseiller régional.

### Historique des mandats
- Ancien secrétaire national de l'UMP de février 2003 à juillet 2004[11]
- Ancien président du parti Aujourd'hui, autrement, de sa création en août 2004, à sa démission en avril 2008[12]
- Ville de Bobigny :
  - de mars 1989 à mars 2001 : conseiller municipal de Bobigny - président du Groupe d'élus Bobigny Renouveau
- Conseiller régional :
  - 1998 - 2004 : conseiller régional d'Île-de-France,
  - 2004 - 2010 : conseiller régional d'Île-de-France, élu UMP puis apparenté PRG (Groupe RaGEAP)
  - 2010 - 2015 : conseiller régional d'Île-de-France, apparenté PRG (Groupe PRG-MUP)
  - 2015 - : Conseiller régional d'Île-de-France, apparenté PRG (Groupe RCDEC » EcoPro-IDF)
- Ville de Paris :
  - Mars 2014 - : conseiller du 12e arrondissement de Paris
  - Mars 2014 - : Maire-adjoint chargé de la culture et du tourisme du 12e arrondissement de Paris

### Dans la lutte contre le sida
- Président-fondateur d'ELCS (Élus locaux contre le sida) depuis 1995
- Ambassadeur d'une "Île-de-France sans sida"
- Président d'honneur d'HF Prévention
- Président d'honneur de la Main Fine (Ikambere)
- Membre du Comité de parrainage des Petits Bonheurs
- Membre du Conseil d'administration du Crips Île-de-France depuis 1998

En 2004, il obtient du Premier ministre, Jean-Pierre Raffarin, que le sida soit déclaré grande cause nationale et devient le président du collectif chargé de gérer cette année.
Depuis 2006, Jean-Luc Romero a initié un mouvement contre les interdictions de circuler et de s'installer imposées par de nombreux États des Nations unies aux personnes vivant avec le VIH/sida. Ce combat obtient un premier succès, en juillet 2008, avec la levée des interdictions aux États-Unis signées par le président George W. Bush auquel il avait adressé une lettre ouverte en novembre 2006. La mise en œuvre concrète de cette mesure a été retardée par des négociations entre les départements de la Sécurité et de la Santé des États-Unis et elle est devenue effective seulement en janvier 2010. Cette évolution peut faire effet « boule de neige ». Ainsi, la Chine a, en mai 2010, annoncé un changement rapide de la législation qui interdit toujours à une personne touchées par le VIH/sida de poser le pied sur son territoire[réf. nécessaire].
En 2008, il a saisi le Conseil national du sida de l'interdiction des soins de conservation pour les personnes mortes du sida arguant du fait qu'exécuter des soins de conservation sur une personne décédée séropositive n'est pas dangereux pour les personnes pratiquant ces soins, les précautions universelles étant largement suffisantes. Le Conseil national du sida a rendu le 20 mars 2009 un avis demandant « l'annulation de l'article 2 de l'arrêté du 20 juillet 1998 en tant qu'il mentionne l'infection à VIH dans la liste des maladies faisant obstacle à la pratique de soins de conservation sur les corps ». À son initiative, une mobilisation interassociative s'est depuis fait jour. Après cela, plusieurs institutions se sont déclarées en faveur de la levée de cette interdiction notamment le Défenseur des droits. En janvier 2012, la Direction générale de la santé indiquait « qu'il était possible d'autoriser des actes de conservation invasive des corps chez des personnes atteintes de certaines pathologies infectieuses, dont le VIH et les hépatites, dès lors que les conditions adéquates de pratique de la thanatopraxie auront été définies » et en janvier 2013, le Haut Conseil de la santé publique demandait également la levée de cette interdiction. Fin février, un rapport de l'IGAS et de l'IGA demande aussi la levée de l'interdiction. Jean-Luc Romero a également décidé de mobiliser les citoyens pour cette cause en lançant une pétition : fin octobre 2015, elle compte 130 000 signataires dont Valérie Trierweiler, Læticia Hallyday, Nikos Aliagas, Anne Hidalgo ou encore Omar Sy pour demander la levée de cette interdiction. Grâce à cette longue mobilisation,, il était prévu que la levée de l'interdiction soit décidée par l'Assemblée nationale dans le cadre de la future loi de santé de 2015. Mais en dernière lecture, cette évolution a été finalement refusée. La mobilisation se tourne désormais du côté de la ministre de la santé pour une évolution sur le plan réglementaire.
Le 17 juin 2016, sur proposition de Valérie Pécresse, il est élu par le Conseil régional Île-de-France, à l’unanimité, ambassadeur d’une « Île-de-France sans sida » aux côtés de Jean Spiri.

### Son combat pour l'euthanasie
- Président de l'ADMD (Association pour le Droit à Mourir dans la Dignité) depuis le 2 juin 2007, réélu en septembre 2009 puis en septembre 2013. L'ADMD revendique plus de 68 715 adhérents[25]. Il continue dans ses fonctions jusqu'en octobre 2021. Il devient ensuite Président d'honneur de l'ADMD.
- Vice-président de l'Association pour le droit de mourir dans la dignité depuis 2005 jusqu'en 2007.
- Directeur au bureau de la World Federation of right to die societies depuis septembre 2006

En février 2008, il répond à l'appel lancé par Chantal Sébire qui lui demandait de la soutenir, en sa qualité de président de l'ADMD.
En 2008, il fait voter par le conseil d'administration de la Fédération mondiale pour le droit de mourir dans la dignité la création d'une journée mondiale pour le droit de mourir dans la dignité. Cette proposition adoptée à l'unanimité par l'organisation, est mise en œuvre tous les 2 novembre, jour des morts. Le lancement de cette première journée mondiale s'est déroulé à Paris, lors du Congrès mondial de la World Federation of right to die societies, en présence des délégués mondiaux du mouvement pour le droit de mourir dans la dignité[réf. nécessaire].
En mars 2012, en pleine campagne des élections présidentielles, il présente (alors qu'il est président de l'ADMD) une campagne choc sur l'euthanasie où les candidats à la présidence de la République : Nicolas Sarkozy, Marine Le Pen, et François Bayrou sont représentés sur un lit de mort.

### Soutien à Florence Cassez
Jean-Luc Romero est président du comité de soutien de Florence Cassez, une jeune femme originaire de Béthune emprisonnée au Mexique.
En août 2008, à Mexico, Jean-Luc Romero rencontre à deux reprises Florence Cassez. Depuis son retour en France, il essaie de sensibiliser médias et autorités à la situation de cette femme. 
Il préside le comité de soutien « Libérez Florence Cassez ».
Le 24 janvier 2013, au retour de Florence Cassez en France, il annonce la dissolution du Comité de soutien.

### Autres prises de position médiatisées
Il choisit le 10 avril 2007 d'apporter son soutien pour l'élection présidentielle à l'UDF François Bayrou. Jean-Luc Romero fait le constat, dans un communiqué, « qu'il n'est pas parvenu à peser significativement sur les positions de l'UMP » et déplore « la droitisation constante de l'UMP au cours de cette campagne ».
Le 3 mars 2008, il annonce qu'il votera pour Corinne Lepage au premier tour de l'élection municipale de 2008 et pour Bertrand Delanoë au second tour.
En juillet 2008, il saisit, dès la mi-juillet la Halde, et le CNS afin que ces institutions se prononcent sur le fichier Edvige. Il s'associe ensuite au recours devant le Conseil d'État de Corinne Lepage.
Il mène depuis des années un combat contre l'interdiction faite aux homosexuels de donner leur sang et a saisi la Halde à cet effet. Cette instance rend sa délibération le 6 février 2006 et affirme que « la décision d'exclusion définitive du don du sang d'une personne paraît devoir être prise sur la base des risques liés à son comportement » (et non sur la base de son orientation sexuelle). Xavier Bertrand, alors ministre de la Santé, déclare donc le 11 juillet 2006 au journal Le Monde : « La contre-indication permanente actuelle visant les hommes ayant des rapports sexuels avec d'autres hommes ne me semblait pas satisfaisante, car elle stigmatisait de facto une population et non des pratiques. Elle va donc disparaître ». Cette prise de position, réitérée à plusieurs reprises par Roselyne Bachelot, successeur de Xavier Bertrand au ministère de la Santé, n'avait toutefois pas donné lieu à une mesure effective en ce sens jusqu'aux débats de la loi de santé 2015 au cours desquels l'Assemblée nationale a décidé la levée de cette interdiction.

### Anciens mandats
- Président du collectif Sida, grande cause nationale en 2005
- Membre du Conseil national du sida de 2005 à 2015
- Président de l'Association française des collaborateurs parlementaires (AFCP ) à l'Assemblée nationale de 1988 à 1998
- Ancien Secrétaire national de l'UMP
- Ancien Secrétaire national du Parti radical valoisien (associé à l'UMP) chargé de la lutte contre les discriminations
- Président-fondateur du parti politique « Aujourd'hui, autrement » de 2004 à 2008

### Vie privée
Il épouse son compagnon, Christophe Michel, le 27 septembre 2013 à la mairie du 12e arrondissement de Paris. La cérémonie est présidée par le maire de Paris, Bertrand Delanoë, en présence de la compagne du président de la République, Valérie Trierweiler, des chanteuses Sheila et Stone, de la première adjointe au maire de Paris, Anne Hidalgo, et des ministres Dominique Bertinotti, Benoît Hamon, George Pau-Langevin et Frédéric Cuvillier,. Il adopte ensuite dans ses activités publiques le nom de Jean-Luc Romero-Michel.
Son mari meurt à 31 ans, le 29 mai 2018, d’une surdose de drogue au cours d’une session de chemsex , avec Tuan Nguyen, amant de 54 ans rencontré sur une application de rencontre. Ce dernier écopera d'une peine de prison d'un an ferme. Jean-Luc Romero s'implique alors pour développer la prévention sur l’usage des drogues.

## Décorations
- Chevalier de la Légion d'honneur (14 juillet 2004)
- Chevalier de l'ordre national du Mérite
- Chevalier de l'ordre des Arts et des Lettres

## Distinctions
- Médaille de la jeunesse, des sports et de l'engagement associatif, bronze
- Prix Claude-Tourangeau (2012 - Canada) pour son combat contre le sida
- Élu « Gay de l'année » par les lecteurs de Yagg
- VSD d'or dans la catégorie homme politique de l'année 2001 par les lecteurs du magazine VSD
- Prix des internautes de l'humour politique 2013[37]

## Œuvre

### Ouvrages
- On m'a volé ma vérité, Le Seuil, 2001
- Virus de vie, Éditions Florent-Massot, 2002
- Lettre à une droite maladroite, Ramsay, 2003
- Je n'ai jamais connu Amsterdam au printemps, Ramsay, 2004
- Contribution à Addictions et toxicomanie, éditions Frison Roche, 2004
- La Nuit des petits couteaux : qui gagnera la bataille de Paris ?, Jean-Claude Gawsewitch Éditeur, 2006
- Les voleurs de liberté : une loi de liberté sur la fin de vie pour tous les Français !, Éditions Florent-Massot, 2009. Réédité en 2012 aux éditions L'Esprit Frappeur
- Homo Politicus : politique et homosexualité de 1960 à nos jours, Éditions Florent-Massot, 2011. Réédité en 2012 aux éditions Gaies et Lesbiennes-La Cerisaie
- Monsieur le président, laissez-nous mourir dans la dignité !, Jean-Claude Gawsewitch Éditeur, 2013[38]
- Ma mort m'appartient. 100 % des Français vont mourir, les politiques le savent-ils ?, entretien avec la journaliste Claire Bauchart, éditions Michalon, avril 2015[39],[40]
- SurVivant, Michalon, 2016, préface d'Anne Hidalgo
- Lettre ouverte à Brigitte Macron, éditions Michalon, avril 2018
- Plus Vivant que jamais ! - Comment surVivre à l'inacceptable ?, éditions Michalon, juin 2020[41]
- Le serment de Berne - De la mort solitaire à la mort solidaire, L'Archipel, 2023

### Contributions
- Homosexualités et politique en Europe, dans le Bulletin d'histoire politique de l'UQAM (Québec - Canada)
- Le Cadrage politique de la drogue, éditions Pepper, 2004
- Dans le secret des drogues et des virus, éditions Frison Roche, 2002
- Actes d'Élus locaux contre le sida
- Manifeste pour le PaCS, éditions l'écart, 1999
- Éditorial du Petit Futé France Gay et Lesbien, 2002 et 2008

### Documentaires
- Homopoliticus : de Aleksandar Dzerdz - d'après le livre homonyme co-écrit par Jean-Luc Romero. Diffusé sur LCP-AN, France 3 et produit par Peignoir Prod et l'INA.